# Panique (film, 1982)
Pour les articles homonymes, voir Panique.
Pour plus de détails, voir Fiche technique et Distribution.
Panique (Bakterion) est un film italien de Tonino Ricci sorti en 1982.

## Synopsis
À la suite d'une expérience sur un virus, un scientifique londonien se transforme en un monstre assoiffé de sang qui fait des victimes parmi tous ceux qui croisent son chemin. Pour éviter une éventuelle contagion, Londres est initialement mise en quarantaine en attendant de retrouver le monstre.

## Fiche technique
- Titre original italien : Bakterion[1]
- Titre espagnol : Pánico
- Titre français : Panique[2]
- Titre québécois : Panique dans la nuit
- Réalisateur : Tonino Ricci
- Scénario : Víctor Andrés Catena, Jaime Comas Gil
- Photographie : Giovanni Bergamini
- Montage : Vincenzo Tomasi
- Musique : Marcello Giombini
- Décors : José Cuadrado
- Effets spéciaux : Rino Carboni (it), Dino Galiano
- Production : Marcello Romeo
- Sociétés de production : European Films Distribuzione (Rome), Nuova Galassia Film (Rome), Arco Films (Madrid)
- Pays de production :  Italie •  Espagne
- Langue originale : italien
- Format : Couleur par Telecolor - 1,66:1 - Son mono - 35 mm
- Durée : 80 minutes
- Genre : Science-fiction d'épouvante
- Dates de sortie :
  - Italie : 7 décembre 1982
  - Espagne : 1er mars 1983
  - France : 25 avril 1984[2]
- Affiche : Macario Gómez Quibus (Espagne)

## Distribution
- David Warbeck : Capitaine Kirk
- Janet Ågren : Jane Blake
- Roberto Ricci : Adams
- José Lifante : O'Brien
- Miguel Herrera : Vince
- Eugenio Benito : Père Braun
- Ovidio Taito
- José María Labernié : Colonel Rudrige
- Ilaria Maria Bianchi :
- Fabián Conde : Borracho
- Vittorio Calò :
- Franco Ressel : M. Milton